# Handroanthus chrysotrichus
Tabebuia chrysotricha е вечнозелено дърво от разред Lamiales, национален символ на Бразилия. То наподобява много на друг вид Tabebuia ochracea.
Tabebuia chrysotricha е с височина 8 – 10 метра. През пролетта цъфти със златисто-жълт до червен цвят. Цветовете са богати на нектар и са ценно медоносно растение. Освен от насекоми цветовете са посещавани от колибри от видовете Chlorostilbon lucidus и Leucochloris albicollis.
Извън Бразилия дървото се отглежда като вид използван за оформление на паркове и градини.